# Mitrídates II de Comagene
Mitrídates II Antiochus Epiphanes Philorhomaeus Philhellen Monocrites (griego: Μιθριδάτης Ἀντίοχος ὀ Ἐπιφανής Φιλορωμαίος Φιλέλλην Μονοκρίτης), (muerto 20 a. C.), también conocido como Mitrídates II de Comagene, fue un hombre de ascendencia armenia y griega, que vivió en el siglo I a. C.. Fue príncipe de Comagene y uno de los hijos del rey Antíoco I de Comagene y la reina Isias Philostorgos de Comagene. Cuando su padre murió en 38 a. C., le sucedió, y reinó hasta su muerte.
Según Plutarco, fue un aliado del triunviro romano Marco Antonio. Casó a su hija con el rey parto Orodes II. En 31 a. C., Mitrídates dirigió personalmente sus fuerzas a Actium, en Grecia, para apoyar a Antonio en la guerra contra César Octavio, el futuro emperador romano Augusto. Después de la derrota de Antonio, sin embargo, Mitrídates se convirtió en aliado leal de Augusto. No obstante, Augusto forzó a Mitrídates a entregar un pueblo de Comagene llamado Zeugma, el cual era un punto de cruce importante del río Éufrates, a la provincia romana de Siria. Para mostrar su apoyo a Augusto, Mitrídates dejó el título de Philhellen ("amigo de los griegos") de su titulatura áulica y adoptó el título de Philorhomaeus ("amigo de los romanos") en su lugar. Ambos títulos derivaban del culto real que había fundado el padre de Mitrídates, y en el que el propio Mitrídates jugó una función importante. Su otro título, Monocrites es un título no certificado, y era probablemente una función judicial dentro de la administración real y una señal de su alto estado social.
Mitrídates tuvo un hermano, Antíoco II de Comagene, que era también príncipe del reino. En 29 a. C ., Antioco fue convocado a Roma y ejecutado por el emperador romano Augusto, por haber ordenado el asesinato de un embajador que Mitrídates había enviado a Roma.
Según una inscripción en el altar funerario de una rica familia principal local, encontrada en el pueblo turco de Sofraz y datada en torno a la mitad del siglo I, la mujer de Mitrídates era una mujer griega llamada Laódice. El altar inscribe los nombres de siete generaciones de miembros familiares, incluyendo los nombres de Mitrídates, de su padre y de su mujer. Cuando Mitrídates murió en 20 a. C., su hijo, Mitrídates III de Comagene, le sucedió.
| Predecesor: Antíoco I Theos de Comagene | Rey de Comagene 38 a. C. − 20 a. C. | Sucesor: Mitrídates III Antíoco Epífanes |